# Lestes scalaris
Lestes scalaris – gatunek ważki z rodziny pałątkowatych (Lestidae). Występuje na terenie Karaibów.